# Mann von Emmer-Erfscheidenveen

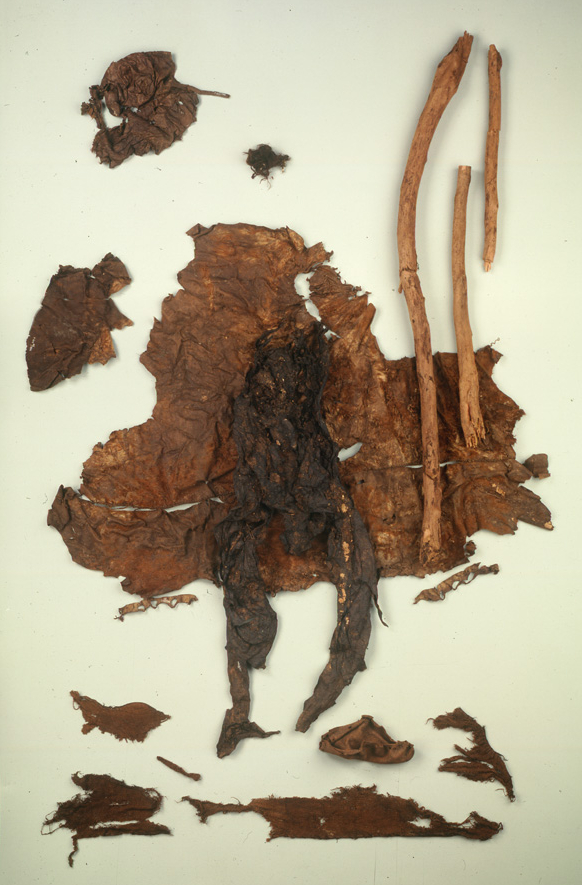
Die Überreste des Mannes von Emmer-Efrscheidenveen

Der Mann von Emmer-Erfscheidenveen ist eine spätbronzezeitliche Moorleiche, die 1938 bei Emmer-Erfscheidenveen im niederländischen Teil des Bourtanger Moores in der Provinz Drenthe gefunden wurde. Dieser Fund ist die bisher älteste in den Niederlanden geborgene Moorleiche.

## Fund
Am 22. Oktober 1938 stieß A. Middeljans beim Torfstechen auf seiner Parzelle, etwa 110 m nördlich des Groenendijk, auf die Überreste einer menschlichen Leiche sowie einige Reste von Kleidung und einigen Stöcken. Die darüber informierte Polizei riet ihm, den Fund wieder zu vergraben. Allerdings packte Middeljans den Fund in einen Karton und nahm ihn mit nach Hause. Am 24. Oktober erfuhr der Lehrer J. H. Botterwang von dem Fund und überredete Middeljans, mit dem Begraben der Teile zu warten, bis Mitarbeiter vom Museum in Emmen die Fundstücke gesehen haben. Bereits am nächsten Tag begutachteten Mitarbeiter des Museums den Fund, sie fotografierten die Fundstelle und suchten sie nach zurückgebliebenen Resten ab. Dabei wurden eine lederne Mütze, Reste von Textilgeweben und Fellen sowie kittartige Substanzen geborgen. Die Fundstücke wurden anschließend mit Hilfe der Polizei in das Museum Emmen gebracht. Am 28. Oktober reisten die Archäologen Albert van Giffen (1884–1973) und Hendrik Brunsting (1902–1997) vom Biologisch-Archaeologisch Instituut in Groningen an, die sich zu der Zeit in Dänemark aufhielten. Sie untersuchten den Fundplatz, ließen sich von Middeljans die genauen Einzelheiten des Fundes beschreiben und konnten weitere Fragmente der Kleidung, das Zungenbein sowie Finger- und Fußknochen bergen. Am 2. November reiste eine weitere große Delegation Archäologen, Anthropologen und Biologen verschiedener Groniger Institute an, sie untersuchten erneut die Fundstelle und zogen Proben für spätere Laboranalysen. Zunächst wurde der Fund im Museum De Hondsrug in Emmen aufbewahrt und im Jahre 1986 an das Drents Museum in Assen weitergegeben, wo der Fund heute verwahrt wird. Diese Moorleiche ist der früheste niederländische Fund, der bereits kurz nach der Auffindung wissenschaftlich betreut wurde.
Fundort: 52° 47′ 45,4″ N, 6° 58′ 51,1″ O

## Beschreibung
Die Leiche lag einer Tiefe von etwa 90 cm unter der Oberfläche in der Übergangsschicht vom Weiß- zum Schwarztorf. Sie lag mit den Füßen in Richtung Süden und war zusammen mit zwei langen, parallel dazu liegenden Stöcken aus Erlenholz in einen Mantel aus Fell eingeschlagen. Die Füße waren in ein feines Stück Wollstoff eingewickelt. Über der Leiche lagen einige Haselstöcke. Die genaue Lage der Mütze ließ sich nicht mehr ermitteln, sie soll aber in Kopfnähe gelegen haben. Die Überreste der Moorleiche weisen zahlreiche rezente Beschädigungen auf, die auf die unsachgemäße Bergung zurückzuführen sind. Aufgrund der unterschiedlichen Erhaltungszustände der vorderen und hinteren Körperseite sowie der rezenten Verletzungsmuster wird angenommen, dass der Tote in Bauchlage im Moor lag.

## Befunde
Vom Körper der Leiche sind größere Hautpartien erhalten. Die Hauthülle des Körpers ist von der Mitte des Brustkorbes bis zu den Knöcheln beidseitig sowie die Unterseite des anhängenden rechten Fußes nahezu vollständig erhalten. Es misst vom Fußende bis zum oberen Ende etwa 86 cm und ist von dunkelbrauner Farbe. Die Hautpartien sind lederartig, hart und stark zusammengeschrumpft. Das auf einem frühen Foto von 1938 erkennbare Hautstück, das damals als Teil des Oberarmes gedeutet wurde, liegt ebenso wie weitere kleine, isolierte Hautfragmente nicht mehr vor. Vom Kopf der Leiche liegt lediglich ein Stück Kopfhaut mit anhängendem Haarbüschel vor. Die Haare sind heute dunkelbraun und wurden erst kurz vor dem Tod des Mannes gestutzt, sie haben eine Länge von 2 bis 4 cm und an einer Stelle von 9 cm. Weiterhin liegen das zerbrochene Zungenbein sowie ein Knochen der Hände und Füße vor. Die Geschlechtsdiagnose als männlich erfolgte aufgrund der vom Finder gemachten Beobachtungen bei der Bergung, wo das Skrotum noch erkennbar gewesen sein soll, sowie der gefundenen Kleidung. Das Lebensalter des Toten wird aufgrund der Wachstumsspuren an den Fußknochen als Adult (Erwachsen) angegeben. Eine Blutgruppenbestimmung ergab die Blutgruppe B.
Bei der Leiche wurde der Hinterleib eines männlichen Menschenflohs (Pulex irritans) gefunden. Dieser vorliegende Einzelfund genügt jedoch nicht als Nachweis für einen akuten Parasitenbefall.
Die Todesursache ließ sich bisher nicht ermitteln. Das zerbrochene Zungenbein könnte ein Indiz für eine Strangulation des Mannes sein, die jedoch ohne weitere Hinweise nicht bestätigt werden kann.

### Kleidung
Mit den Leichenteilen wurde ein nahezu kompletter Satz Kleidung geborgen, die neben einem Fellumhang aus Fragmenten der wollenen Unterbekleidung, einem Bundschuh sowie einer ledernen Mütze besteht. Der Mantel besteht aus mindestens fünf Fellstücken, die mit schmalen Lederstreifen miteinander vernäht sind. Bei dem Fell handelt es sich höchstwahrscheinlich um Kalbsfell. Das erhaltene Fragment hat noch eine Höhe von 76 cm und eine Breite von 112 cm. Die im Halsbereich, entlang des Randes, eingeschnittenen Ösen zeigen an, dass er mit einem etwa 60 cm langen Lederband verschlossen wurde. An dem Mantel sind einige Reparaturstellen erkennbar, die sich durch gröber ausgeführte Nähte mit breiteren Lederstreifen von den sonstigen Nähten abzeichnen. Die Unterkleidung des Mannes bestand aus einem locker gewebten Gewebe, das noch in vier Fragmenten vorliegt. Alle Fragmente stammen aus einem einzigen, in leinwandbindig gewebten Tuch. Die Kett- und Schussfäden des Gewebes haben einen Durchmesser von 0,8 bis 1,3 mm und sind aus sehr feiner Schafwolle in S-Richtung gesponnen. Die geringe Anzahl Pigmente in den Wollfasern deuten an, dass das Kleidungsstück ursprünglich eine helle, weiße, hellgraue oder hellbraune Farbe hatte. Durch die lange Lagerung im Moor hat es jetzt eine mittel- bis dunkelbraune Farbe. Jedes der einzelnen Fragmente besitzt eine oder zwei gesäumte Schnittkanten, die auf 5 bis 10 mm umgeschlagen und mit einem Zwirn aus Wolle versäubert sind. Dieser Zwirn besteht aus zwei S-gesponnenen und in starker Z-Drehung, von 15 Umdrehungen je Zentimeter, verzwirnten Garnen. Die Fragmente deuten an, dass sie zu einem von der Brust bis zu den Knien reichenden, wollenen Wickelrock gehörten, der etwa eineinhalb Mal um den Oberkörper geschlagen und über zwei verlängerte, über die Schulter reichende Gewebeecken am Körper befestigt wurde. Möglicherweise wurde dieser zusätzlich im Hüftbereich durch einen Gürtel gehalten. Ähnliche Wickelröcke liegen aus den bronzezeitlichen Männerbestattungen aus Muldbjerg und Trindhøj in Dänemark vor. Der Bundschuh besteht aus einem etwa 26,5 cm langen und 17 cm breiten Stück Hirschfell, das mit der Haarseite nach innen getragen wurde. Das Lederstück besitzt entlang des Randes eine Reihe von Löchern, durch die ein schmales Lederband durchgezogen wurde und das Leder um den Fuß fixierte. Der erhaltene linke Schuh hat jetzt eine Länge von 22 cm und eine Höhe am Knöchel von 4,5 cm. Die Mütze des Mannes besteht aus dem Fellstück vom Hintern eines Schafes, das mit der Haarseite nach innen getragen wurde. Das Fellstück wurde mitsamt dem Schwanz abgezogen, der an der Mütze eine Art Zipfel formt. Durch drei mit feinen Lederstreifen ausgeführte Nähte wurde die Mütze der Kopfform angepasst.
Ob zu den vorliegenden Kleidungsstücken noch weitere aus pflanzlichen Materialien wie Leinen oder Nessel bestehende Stücke gehörten, lässt sich nicht mehr klären, da sich diese im sauren Milieu des Moores nicht erhalten.
Die umfangreich erhaltenen Kleidungsreste machen diesen Fund zu einer wichtigen Quelle für die Textilarchäologie und Trachtenkunde der Bronzezeit.

### Datierung
Eine erste pollenanalytische Datierung der aus dem Torfprofil gewonnenen Proben erfolgte im Jahre 1953. Sie ergab, dass der Mann von Emmer-Erfscheidenveen mit einer Datierung in das 14. bis 9. Jahrhundert v. Chr. die bisher älteste Moorleiche der Niederlande ist. Die 1994 durchgeführten 14C-Datierungen je einer Haar-, Textil-, Haut- und Fellprobe mittels Beschleuniger-Massenspektrometrie (AMS) konnten den Niederlegungszeitraum aus den gemittelten Daten, je nach Kalibrierungsmethode, auf 1286–1218, bzw. 1382–1134 v. Chr. näher eingrenzen.